# Chlamydomonas subcaudata
Chlamydomonas subcaudata là một loài tảo trong họ Chlamydomonadaceae, thuộc chi Chlamydomonas.